# Chiesa di Saint-Julien-le-Pauvre
La chiesa di San Giuliano il Povero (in francese église Saint-Julien-le-Pauvre) è un luogo di culto cattolico di Parigi, situato in square René Viviani-Montebello nel Quartiere latino (V arrondissement, lungo la riva sinistra della Senna, non lontano dalla cattedrale di Notre-Dame.
È, insieme a quelle di Saint-Germain-des-Prés e Saint-Pierre-de-Montmartre, una delle più antiche chiese della città e si presenta in uno stile gotico ancora di transizione dal romanico; dal 1889 è sede della parrocchia cattolica greco-melkita.
La chiesa è monumento storico di Francia dal 1846.

## Storia

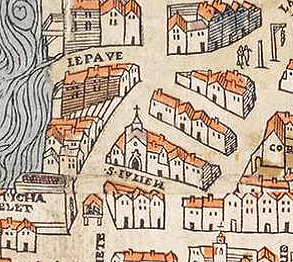
La chiesa nella pianta di Parigi di Truschet e Hoyau (1552)

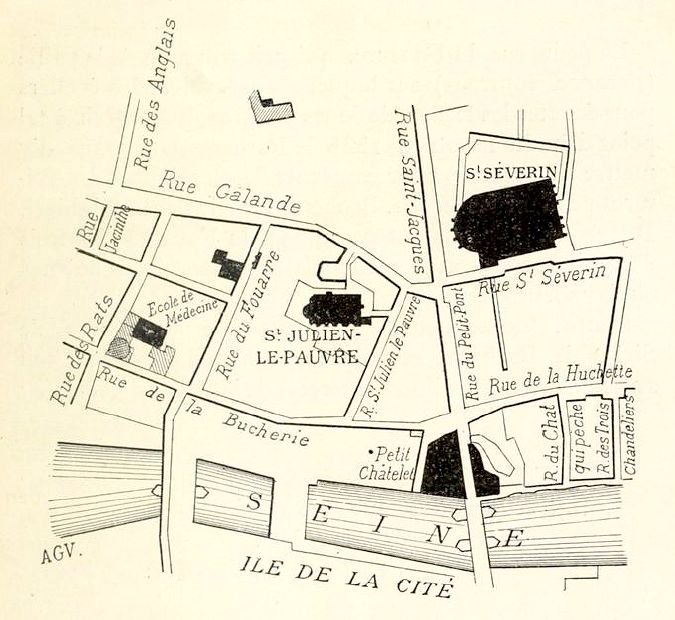
L'area della chiesa in una pianta del 1770 circa

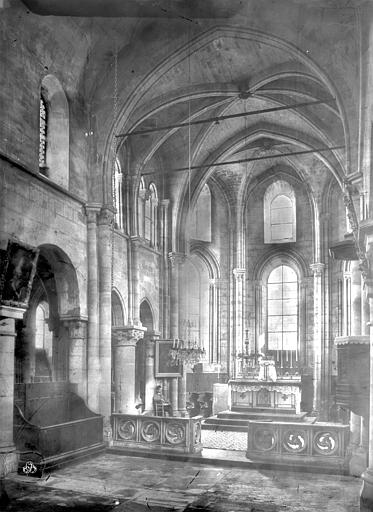
L'interno in una fotografia antecedente al 1889

L'attuale chiesa sorge in luogo di una più antica, la cui presenza è testimoniata nella seconda metà del VI secolo, essendo re dei Franchi Chilperico I e vescovo di Parigi Ragnemodo, annessa ad un ospizio per pellegrini nel quale dimorò anche Gregorio di Tours. Essa era dedicata a tre santi di nome Giuliano: Giuliano di Brioude (le cui reliquie erano custodite nella chiesa), Giuliano l'Ospitaliere (cui è tuttora intitolata) e Giuliano vescovo di Le Mans. Sorgeva probabilmente non lontano dalla più antica sinagoga della città. In epoca medievale la chiesa era conosciuta come Saint-Julien-le-Vieil, acquisendo l'attuale denominazione solo in seguito alla costruzione di quella di Saint-Julien-des-Ménétriers (fondata nel 1328 e demolita nel 1792).
Il complesso venne saccheggiato e danneggiato dai Vichinghi durante l'assedio dell'885-886 e successivamente occupato da signori laici. Enrico I, con un documento del 1031, lo restituì al vescovo di Parigi come beneficio personale del presbiterio Girard. In seguito venne affidato in commendam a diversi amministratori laici dei quali gli ultimi due furono Etienne de Vitry e Hugues de Monteler; il primo, di ritorno dalla prima crociata, donò la propria parte al priorato cluniacense di Notre-Dame-de-Bonne-Garde a Longpont-sur-Orge con documento ratificante del 1025, e successivamente anche il secondo fede altrettanto.
L'edificio odierno venne costruito a partire dal 1165-1170 circa, prendendo come ispirazione la costruenda cattedrale di Notre-Dame (1163-1344) oppure la chiesa di Saint-Pierre-de-Montmartre (1133-1147). I lavori iniziarono nell'area dell'abside (con la partecipazione, probabilmente, delle stesse maestranze operanti nella vicina cattedrale), mentre la navata fu edificata tra il 1210 e il 1220 circa. Nel suo periodo di massimo splendore, il priorato accolse circa fino a cinquanta monaci.
La chiesa si trovava in posizione strategica tra l'Île de la Cité (dove si trova la cattedrale) e l'università, nei pressi di rue du Fouarre che veniva utilizzata per le lezioni che si tenevano all'aperto, alle quali partecipò nel 1309 anche Dante Alighieri, che si recava a pregare in Saint-Julien-le-Pauvre. La chiesa stessa, su richiesta del rettore della Sorbonna, divenne stabilmente sede delle lezioni di materie umanistiche e filosofia, nonché luogo delle assemblee plenarie dell'università e di quelle delle nationes che ivi si tennero fino al 1525 quando, in seguito a disordini e danni all'edificio nel corso di quelle del 1524, il Parlamento di Parigi stabilì che si trasferissero altrove; nel 1660 la chiesa era ancora sede delle lezioni di filosofia, nonché quartier generale delle corporazioni dei costruttori di tetti, dei fonditori e dei mercanti; al suo interno si riuniva anche la confraternita di Nostra Signora delle Virtù.
Nel 1562 i monaci di Longpont-sur-Orge lasciarono la loro casa madre a causa delle devastazioni della prima guerra di religione e si trasferirono nel priorato di Parigi che però, anche a causa del trasferimento della sede universitaria sul monte di Santa Genoveffa, iniziò il suo periodo di decadenza. A causa dell'incuria della prima metà del XVII secolo, crollarono il portale e il tetto della navata centrale, e parzialmente anche le coperture di quelle laterali. Nel 1651 furono demolite le prime due campate del piedicroce e la facciata; con il materiale di risulta vennero edificati un nuovo prospetto e la sacrestia. Successivamente tale operazione verrà giustificata come risanamento di un incendio che, però, non è documentato.
Nel 1653 (con bolla pontificia del 1659 e lettera patente del 1697) la chiesa venne ceduta all'Hôtel-Dieu e retta da un cappellano dipendente dalla parrocchia di Saint-Séverin. Durante la Rivoluzione francese fu confiscata insieme all'intero ospedale e convertita in deposito di sale (1790). Nel 1805 l'Hôtel-Dieu ottenne di potervi tornare a celebrare; tuttavia l'edificio continuò ad essere impiegato come magazzino fino al 20 ottobre 1826, quando venne riconsacrata dall'arcivescovo di Parigi Hyacinthe-Louis de Quélen e adibita a cappella delle suore agostiniane che prestavano servizio presso l'ospedale. Quando questa comunità la lasciò nel 1873, la chiesa cadde nuovamente in disuso e, fra le ipotesi per un suo utilizzo, vi furono quelle di adibirla a sede distaccata del museo Carnavalet o lapidario dell'antica Lutezia.
Nel 1886 il patriarca melchita Gregorio II Youssef-Sayour fondò la prima parrocchia per i greco-cattolici residenti a Parigi, con sede presso la chiesa di Sainte-Élisabeth-de-Hongrie, nel Marais, il cui primo parroco fu Alexis Kated che, due anni dopo, ottenne che venisse trasferita in Saint-Julien-le-Pauvre. La chiesa venne restaurata sotto la direzione di Henri Léon Rapine e riaperta al culto il 5 maggio 1889 da Félix Charmetant, direttore dell'Œuvre d'Orient.
Il 14 aprile 1921 Saint-Julien-le-Pauvre fu teatro di una degli ultimi esperimenti di arte performativa d'avanguardia dadaista dal titolo "I veri papà sono come dada" (in francese: "Les vrais papas sont comme dada"), organizzata da Tristan Tzara con la partecipazione degli scrittori André Breton, Francis Picabia e Philippe Soupault. La manifestazione, senza finalità anticlericali, venne ideata come la prima di una serie di escursioni urbane e, dopo il ritrovo nel giardino annesso, consistette nella visita alla chiesa, volendo fornire «una nuova interpretazione della natura applicata questa volta non all'arte, ma alla vita». L'iniziativa, concepita come un modo per rilanciare la consapevolezza del pubblico sul dadaismo, non ottenne la necessaria attenzione e, insieme a un finto processo dello scrittore reazionario Maurice Barrès, tenuto più avanti nel corso dell'anno, contribuì a creare una frattura tra il gruppo di Tzara e i futuri surrealisti Breton e Picabia.
La chiesa è comparsa nelle serie televisive Highlander (1992-1998) e Suor Therese (2002-2011).

## Descrizione

### Esterno

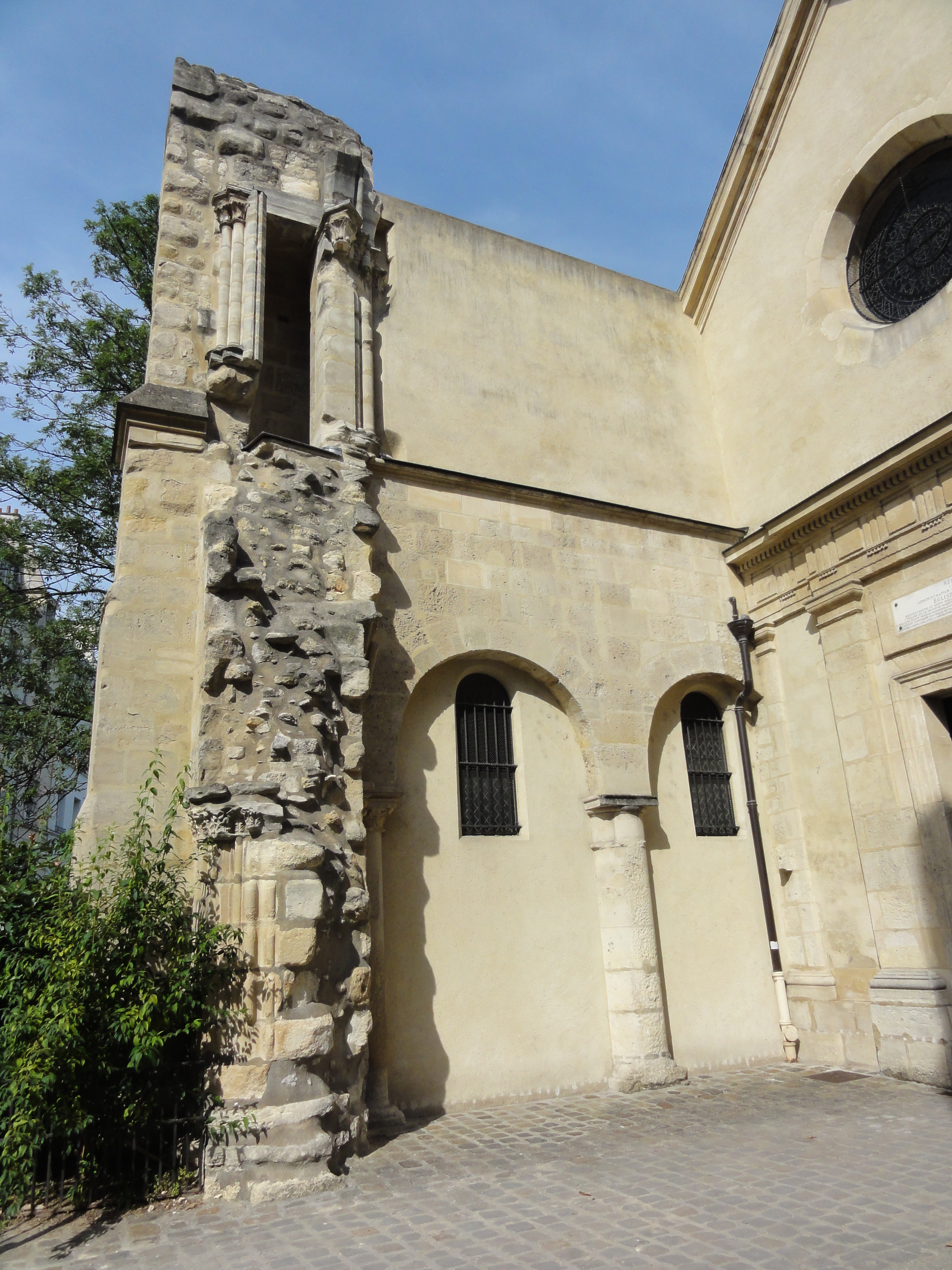
I resti delle prime campate della navata sinistra e della facciata gotica

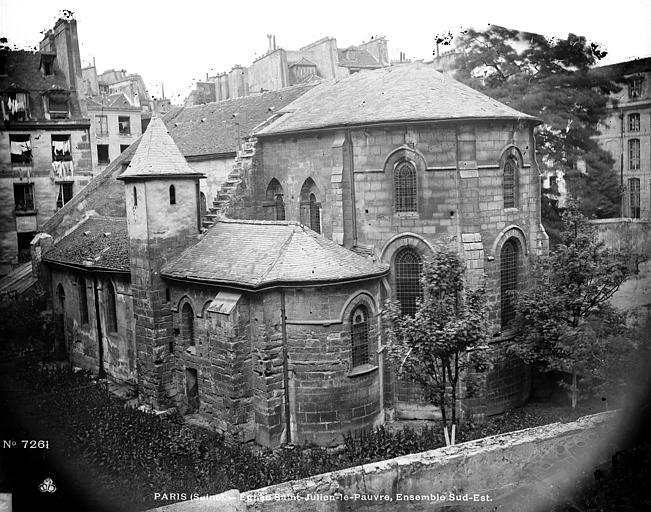
Il campanile e le absidi in una fotografia di Jean-Eugène Durand

La chiesa di Saint-Julien-le-Pauvre sorge in posizione isolata rispetto agli edifici circostanti, circondata dal parco di square René Viviani-Montebello, la cui area nord-orientale era anticamente adibita a cimitero, e il suo accesso avviene tramite il sagrato che dà su rue Saint-Julien-le-Pauvre. Il suo orientamento lungo l'asse ovest-est è ruotato di circa 30° a nord-ovest per avere le absidi perfettamente allineate con l'alba nei mesi invernali, come nella cattedrale di Notre-Dame che è l'unico altro edificio religioso parigino a presentare tale caratteristica.
Il sagrato, chiuso da una cancellata, è ricavato nell'area del piedicroce demolita nel XVII secolo e delimitato, a sinistra, dalle prime due campate superstiti della navata laterale sinistra, attualmente adibite a sacrestia, delle quali la prima tradizionalmente considerata il basamento della perduta torre campanaria originaria. Nell'angolo sud-orientale vi sono un basolo della strada romana che collegava Lutezia e Orléans, e una vera di pozzo ancora in uso, che probabilmente si trova nella sua posizione originaria e quindi era all'interno della chiesa, come attestato in Saint-Germain-des-Prés a Parigi e Saint-Sulpice a Saint-Sulpice-de-Favières. Un secondo pozzo, ritenuto miracoloso, si trova nei pressi delle absidi.
La facciata attuale, risalente al 1651, è asimmetrica per la presenza della sacrestia. A capanna, presenta la parte inferiore in blocchi di pietra squadrata, decorata da quattro lesene tuscaniche alle quali è sovrapposto un cornicione poco sporgente con triglifi. Lungo l'asse mediano dell'edificio si apre l'unico portale, sormontato da una lapide del 1892 che ripercorre le tappe salienti della storia della chiesa. La parte superiore della facciata, incompiuta, è costituita da un semplice timpano triangolare intonacato al centro del quale vi è un rosone circolare strombato che dà luce all'interno.
Dell'antica facciata, databile al XIII secolo e costruita in stile gotico (perciò successiva alla navata romanica) rimane soltanto il contrafforte sinistro. Il prospetto, secondo la ricostruzione di Armand LeBrun, riproponeva la tripartizione interna e presentava, in basso, un unico portale centrale con trumeau, nella cui lunetta si trovava il bassorilievo, attualmente murato sulla facciata del palazzo al numero 42 di rue Galande, raffigurante San Giuliano l'Ospitaliere che traghetta la moglie e un lebbroso sul fiume Potenza; del portale rimane anche un capitello scolpito, esposto nella sacrestia. Più in alto, una galleria (il cui accesso è ancora visibile) che, se fosse stata rivolta verso l'interno anziché l'esterno come comunemente ritenuto pur senza certezza alcuna, avrebbe rappresentato uno dei primi casi di triforio insieme a Saint-Étienne a Brie-Comte-Robert, Saint-Lucien a Bury e Notre-Dame a Taverny; su di essa idealmente poggiava una trifora che si apriva nel prospetto per tutta la larghezza della navata centrale.
Il campanile attualmente in uso è costituito da una torre scalare a base esagonale di modeste dimensioni, con copertura piramidale, che si eleva sull'ultima campata della navata laterale di destra; essa ospita un'unica campana fusa da Pierre Maudon nel 1640 (nota: Do4) ed è collegata alla navata centrale tramite un ampio contrafforte, ampiamente danneggiato, che probabilmente costituiva l'accesso alla perduta flèche.
All'esterno sono ben visibili le tre absidi semicircolari in un severo stile gotico che costituiscono la terminazione delle navate, e risalgono al XII secolo. Quella centrale, sorretta da contrafforti aggettanti, presenta due ordini di monofore ogivali (quelle della fila superiore sono meno ampie di quelle della fila inferiore) e termina in alto, come le absidiole, con un cornicione sorretto da semplici mensole squadrate. In ciascuna delle absidi minori, invece, si apre un'unica monofora centrale.

### Interno

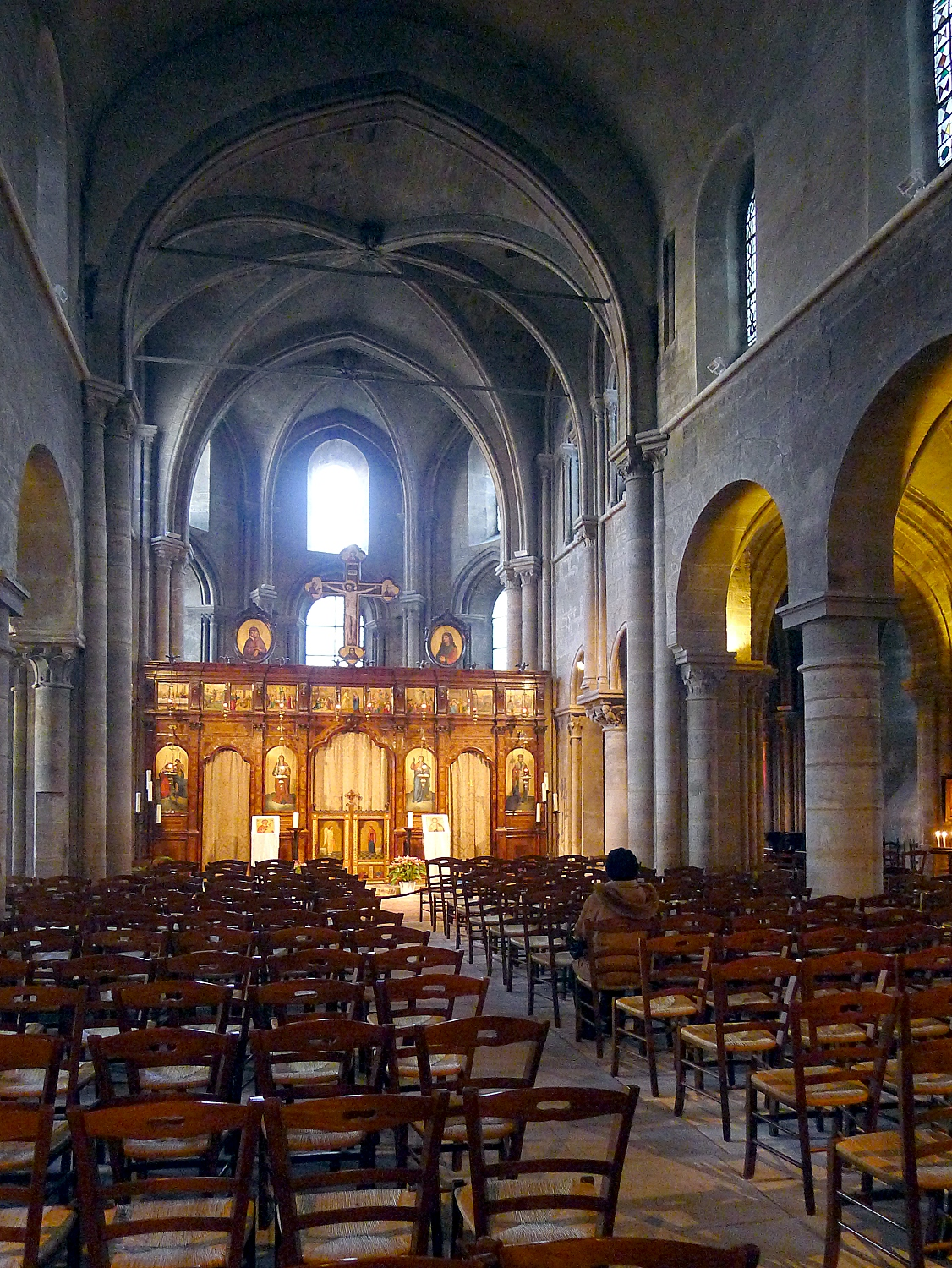
Interno

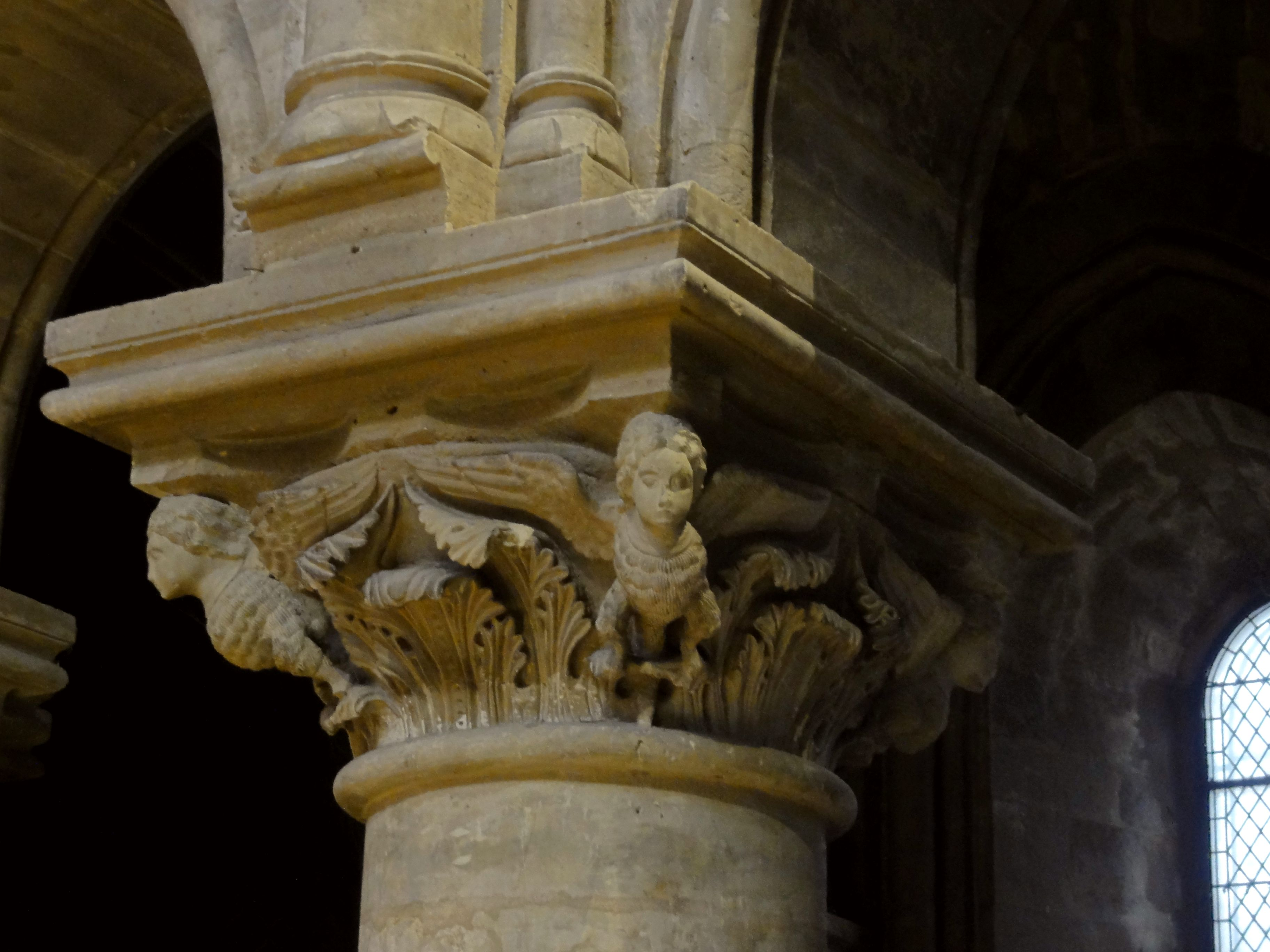
Capitello della colonna di destra del coro

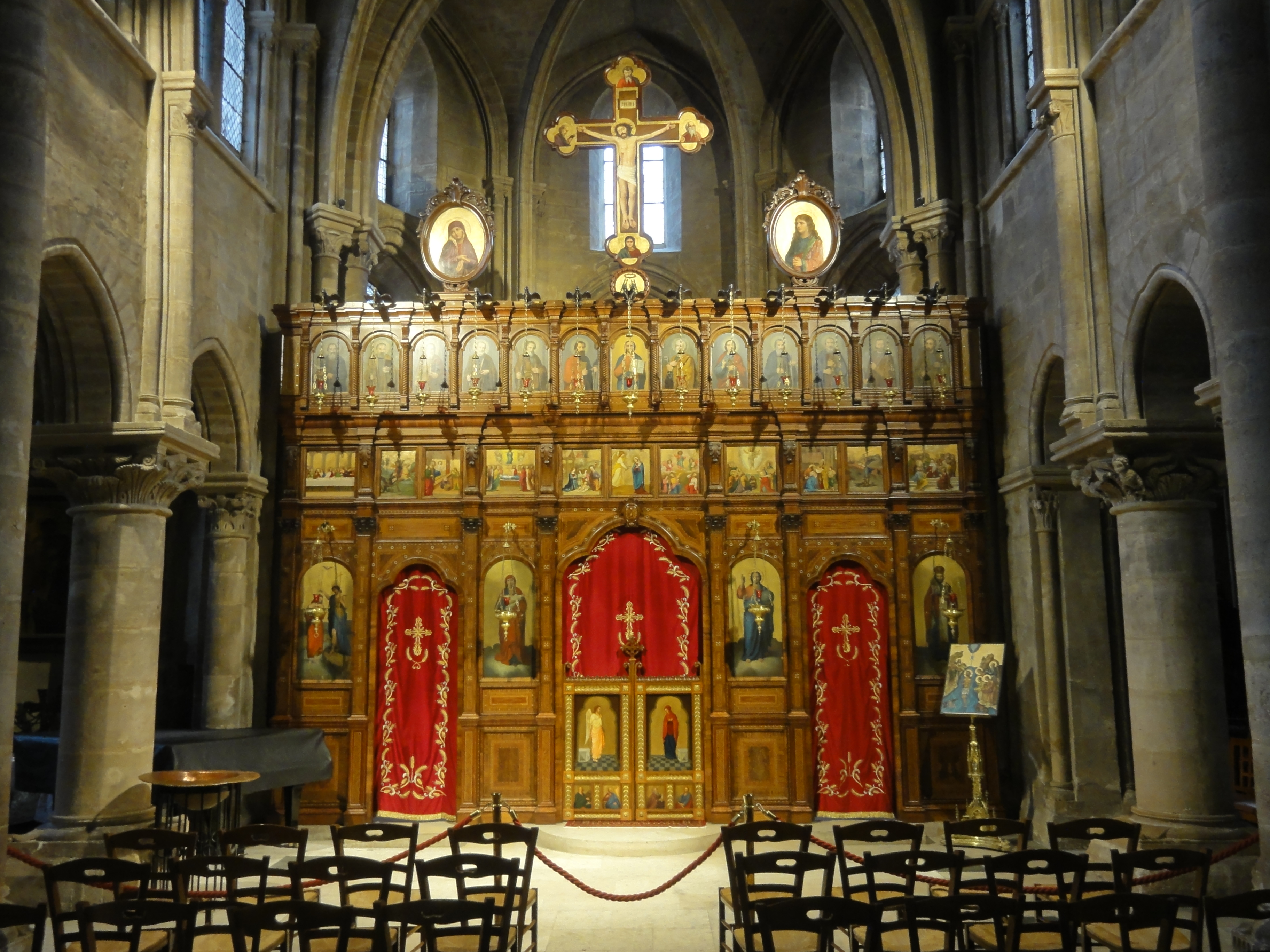
Iconostasi

La chiesa presenta una struttura a tre navate senza transetto, con terminazione triabsidata.
Il piedicroce venne pesantemente rimaneggiato nel XVII secolo quando la sua lunghezza venne ridotta da sei a quattro campate. Le navate sono divise da due file di archi a tutto sesto ancora romanici, poggianti su massicce colonne dai capitelli tutti tuscanici seicenteschi ad eccezione dei due centrali, a foglie d'acqua, del XII secolo. Mentre le navatelle sono coperte con volte a crociera costolonate, quella mediana presenta una volta a botte ribassata in legno intonacato, realizzata nel 1651; quest'ultima sostituisce probabilmente un soffitto a travi, mentre le colonnine murate ai lati dell'arco trionfale farebbero supporre l'intenzione, mai attuata, di realizzare anche nella navata centrale una volta a crociera. L'illuminazione è fornita da grandi monofore poste in corrispondenza delle arcate. Le finestre del cleristorio

 e il rosone in controfacciata sono ornati con vetrate policrome con motivi geometrici, realizzate nel 1957 su cartoni di Pauline Peugniez.
Nella terza campata della navata destra, sulla parete, si trova la pietra tombale di Henri Rousseau (1445), proveniente dalla demolita cappella di Saint-Blaise-et-Saint-Louis: in essa è raffigurato a bassorilievo il defunto, seduto nel sepolcro e avvolto dal sudario, che rivolge a Cristo crocifisso la propria orazione, riportata in un cartiglio in parte illeggibile; ai quattro angoli della lastra, che reca tracce di policromia, è riportato lo stemma di Rousseau. Nella campata opposta, invece, è murato sotto la finestra un bassorilievo ogivale del XV secolo raffigurante Gesù in croce tra la Madonna e san Giovanni, e due committenti inginocchiati, già al centro del paliotto del demolito altare maggiore ottocentesco. In quella successiva, poi, vi è un leggio in ferro battuto dell'epoca di Luigi XIV, proveniente dall'antico ospedale di Bicêtre e classificato come monumento storico di Francia.
La navata centrale termina con il coro, costituito da una campata quadrangolare coperta con volta a crociera esapartita poggiante su colonnine delle quali quelle centrali poggianti sul largo capitello della colonna sottostante, con soluzione analoga a quella adottata nella cattedrale di Notre-Dame. Al di sopra di ciascuna delle due strette arcate ogivali per lato che mettono in comunicazione l'ambiente con le cappelle laterali, vi è una bifora che dà sull'esterno e che richiama quelle del triforio della chiesa di San Nicola a Saint-Leu-d'Esserent. Una strutturazione simile (con monofore in luogo delle bifore) è stata riprodotta nella campata mediana del coro della chiesa di San Lorenzo a Beaumont-sur-Oise (1150-1160). I capitelli delle due colonne che sostengono le coppie di arcate laterali sono finemente scolpiti: quello di destra reca nell'echino, sotto gli angoli dell'abaco, degli uccelli dalle teste umane e le ali spiegate, creature ibride tipiche dell'arte del XII secolo che poggiano su foglie di acanto che, negli spazi vuoti, si articolano in decorazioni analoghe a quelle corinzie; è ispirato all'ordine corinzio anche il capitello di sinistra, del quale l'intero apparato decorativo è costituito dagli elementi vegetali che si arricciano agli angoli superiori in piccole volute.
Le due cappelle laterali, poste al termine delle navatelle, presentano caratteristiche differenti. Quella di sinistra, dedicata a sant'Agostino, è costituita da una campata con volta a crociera quadripartita, corrispondente alla prima arcata di comunicazione col coro, e dall'absidiola, comunicante con la seconda arcata, illuminata da un'unica monofora che si apre sul lato sinistro; quella di destra invece, dedicata alla Vergine Maria e adibita a fonte battesimale, si articola in una campata avente la medesima lunghezza del coro e coperta da volta a crociera esapartita, e absidiola poligonale con monofora centrale. Le absidi minori, analogamente a quella centrale, sono scandite da colonnine dai capitelli scolpiti.
L'area del presbiterio occupa interamente l'abside poligonale, con due ordini sovrapposti di monofore gotiche, ed è delimitata dall'iconostasi in legno intarsiato, realizzata nel 1890 dal damasceno Georges Bitar; quest'ultima presenta nella parte inferiore le tre porte intervallate dalle icone (da sinistra) del Battesimo di Gesù, della Vergine Maria, del Cristo Pantocratore e di San Giovanni Crisostomo, mentre nella fascia superiore sono raffigurati i principali episodi della vita di Gesù; l'iconostasi è sormontata dal Crocifisso e dolenti.

## Galleria d'immagini

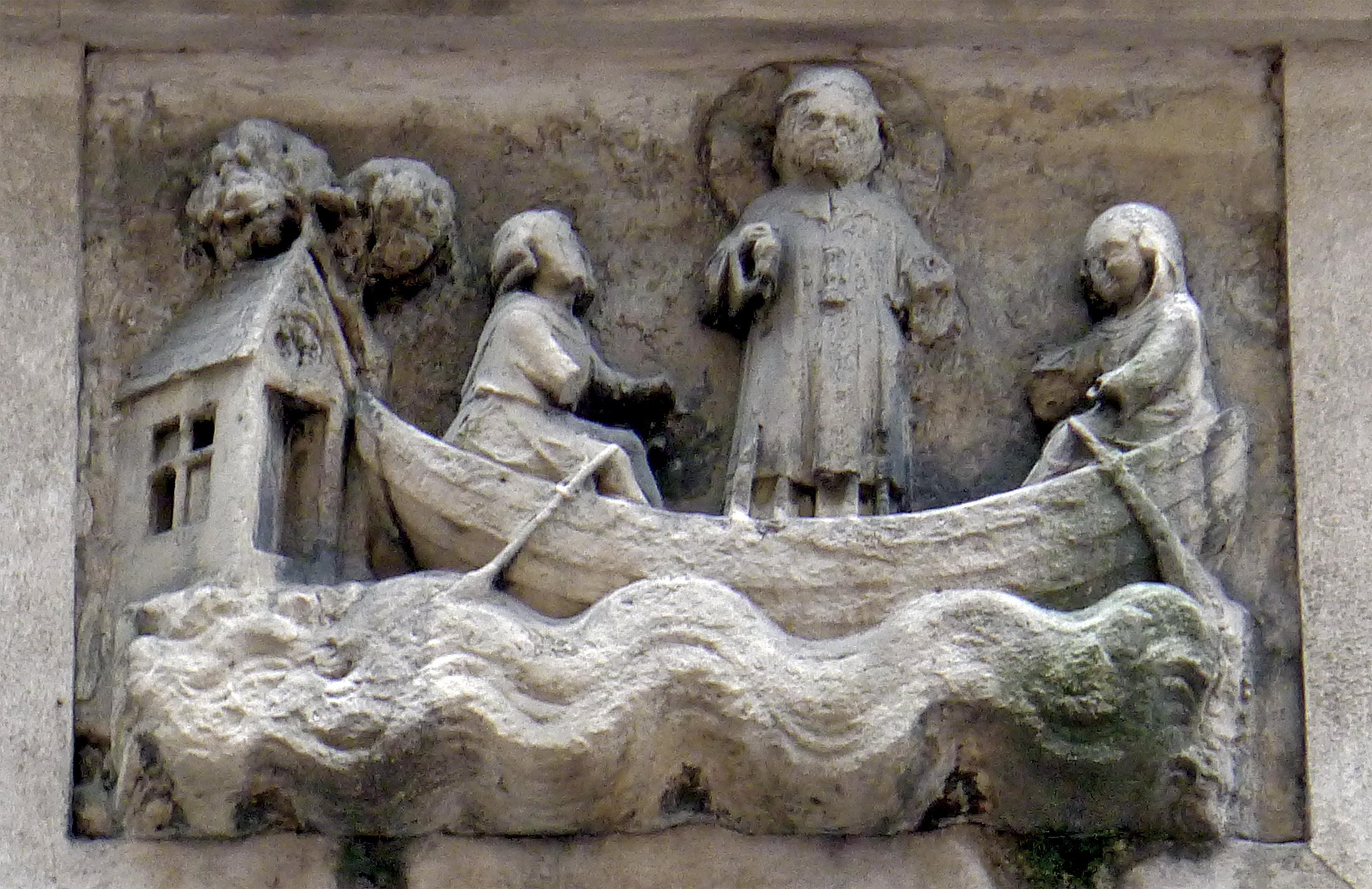
Bassorilievo dalla facciata gotica
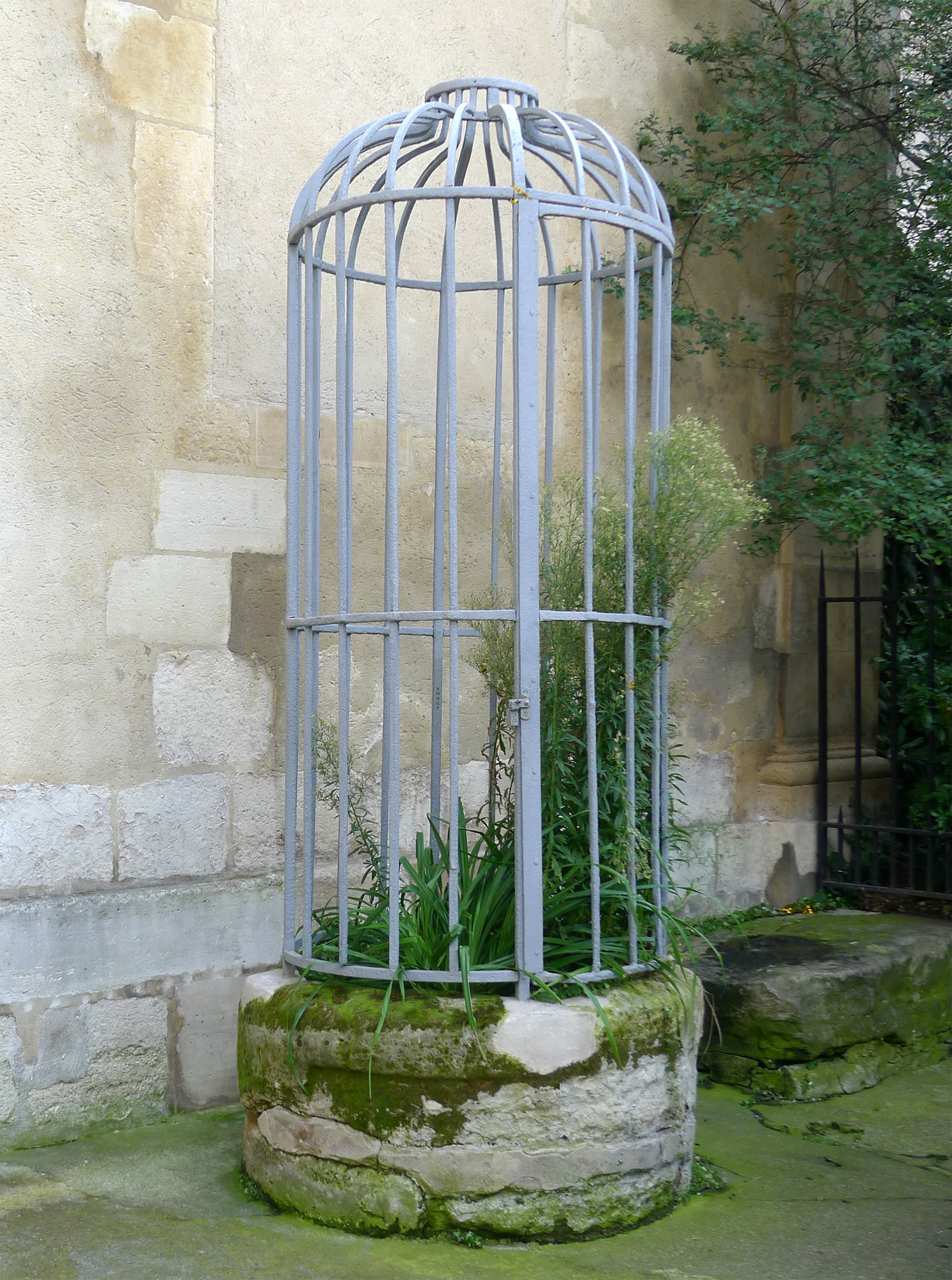
Pozzo nel sagrato
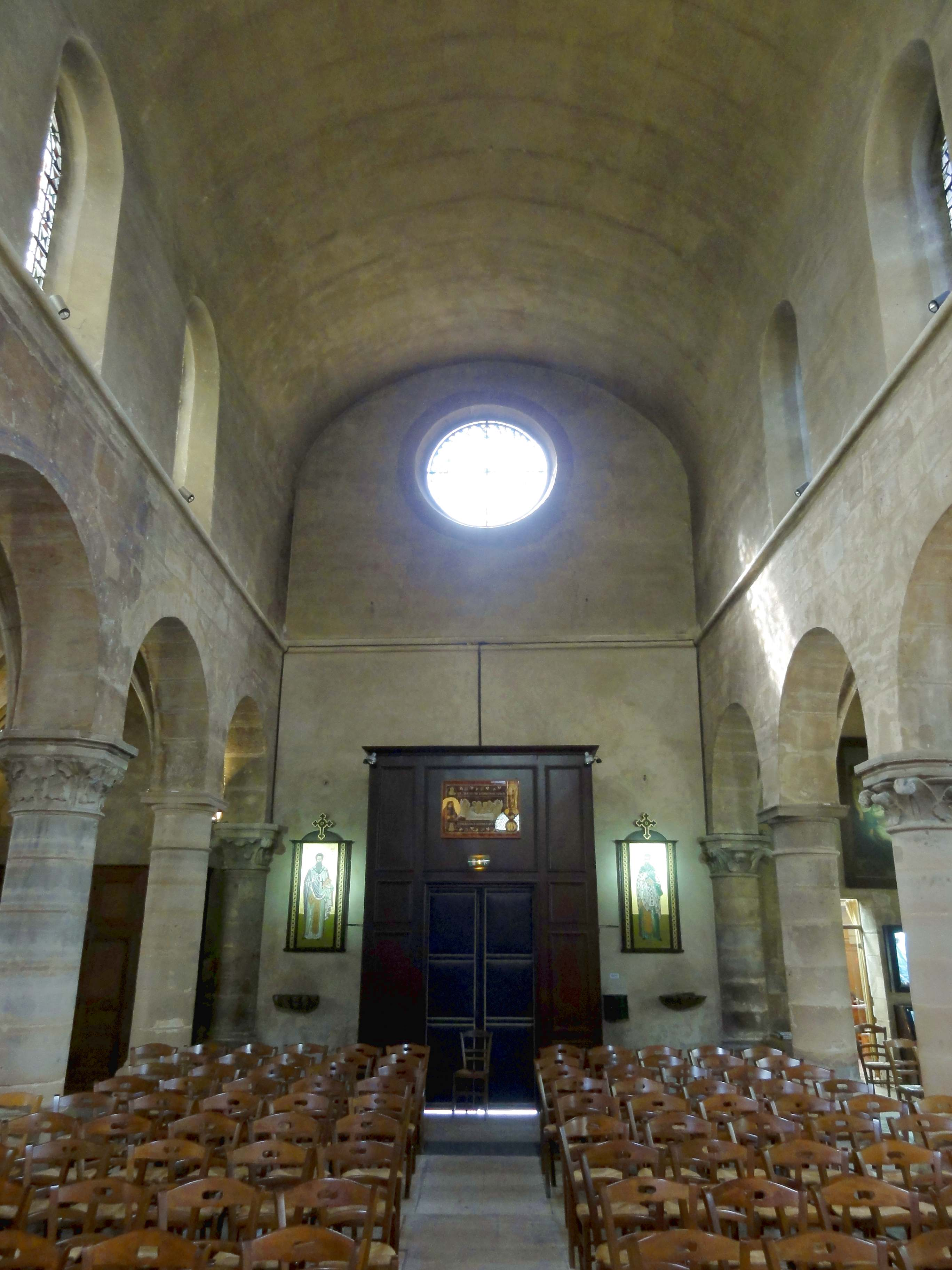
Interno verso la controfacciata
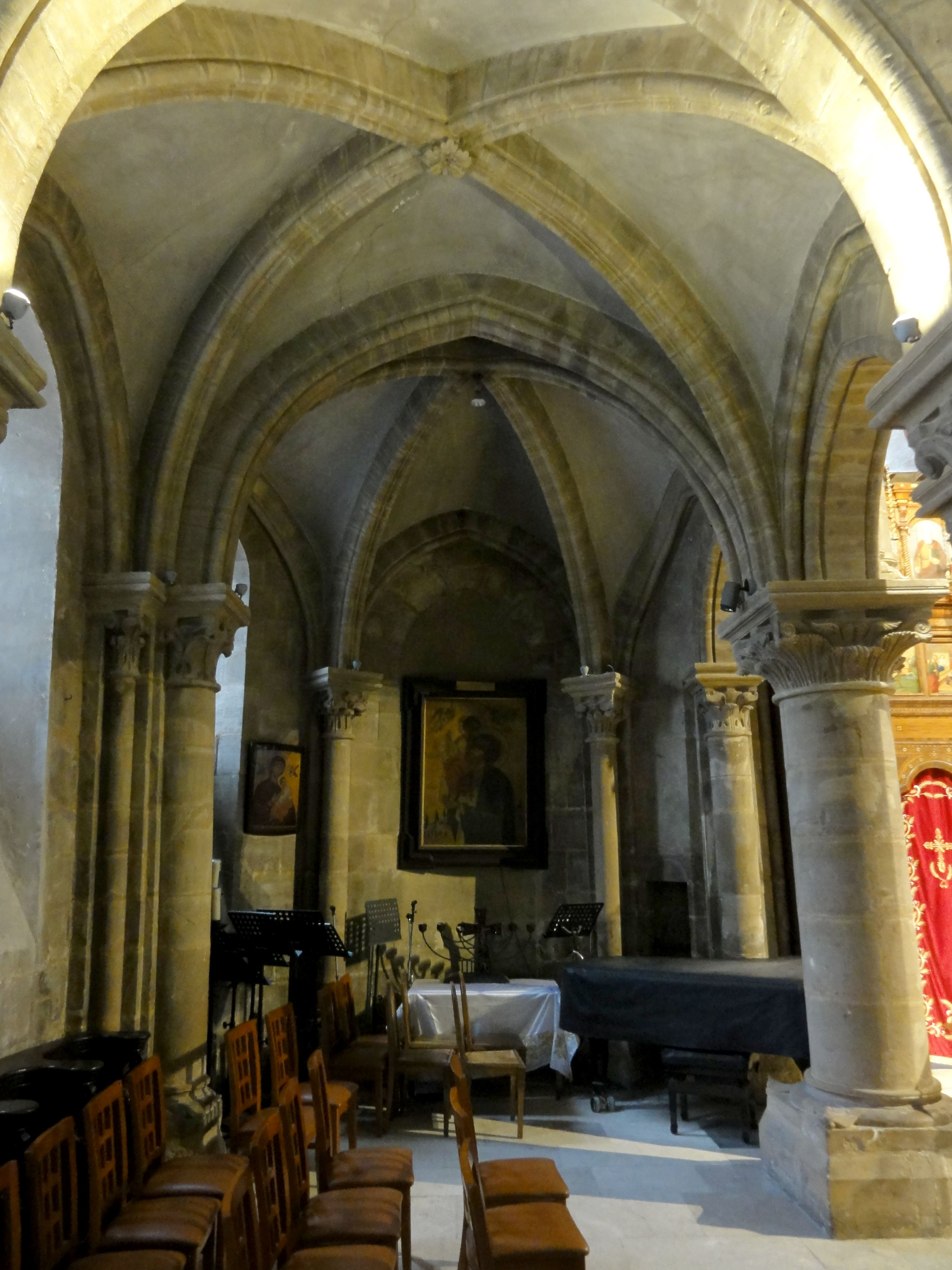
Cappella di Sant'Agostino
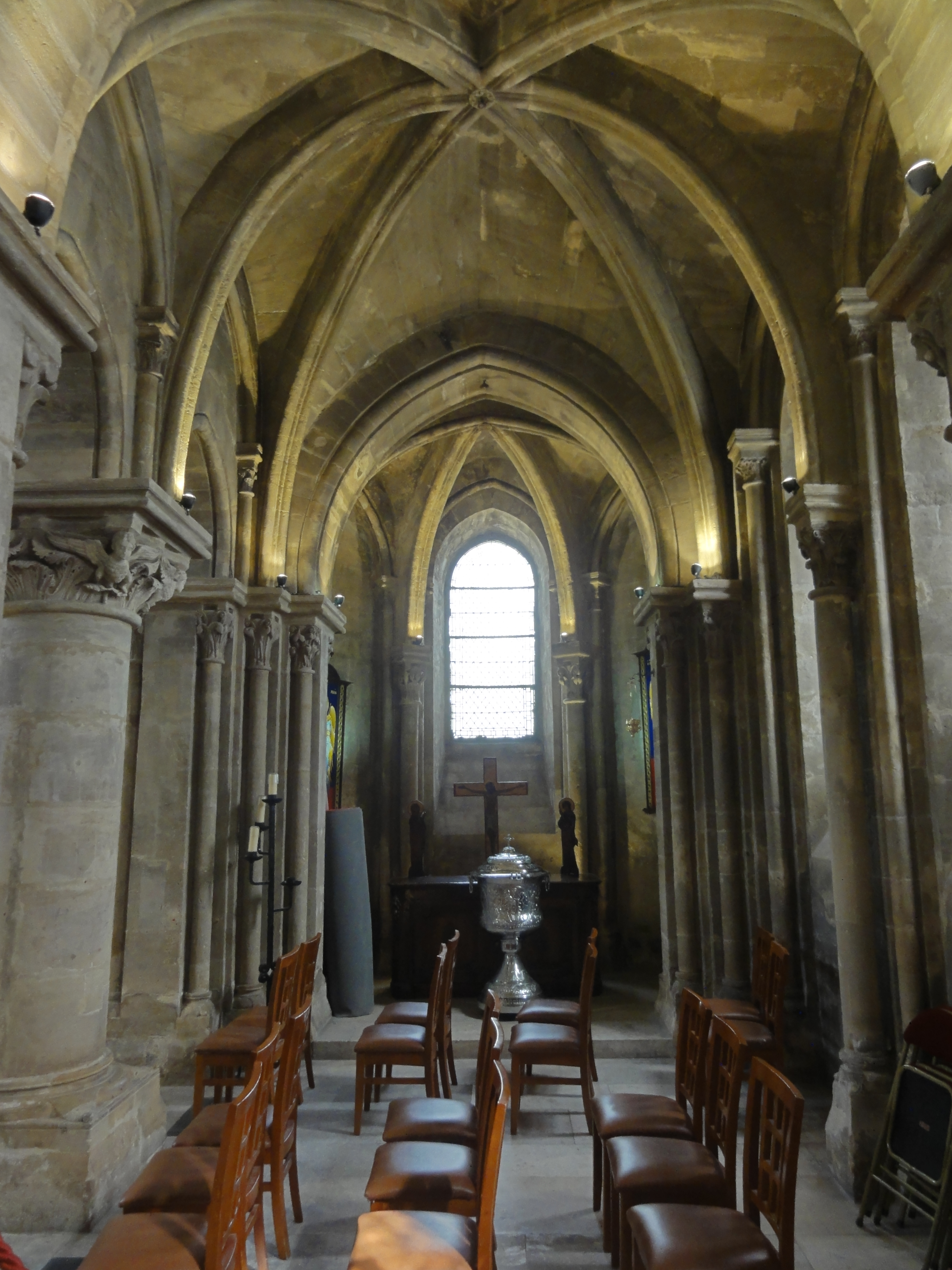
Cappella della Vergine Maria
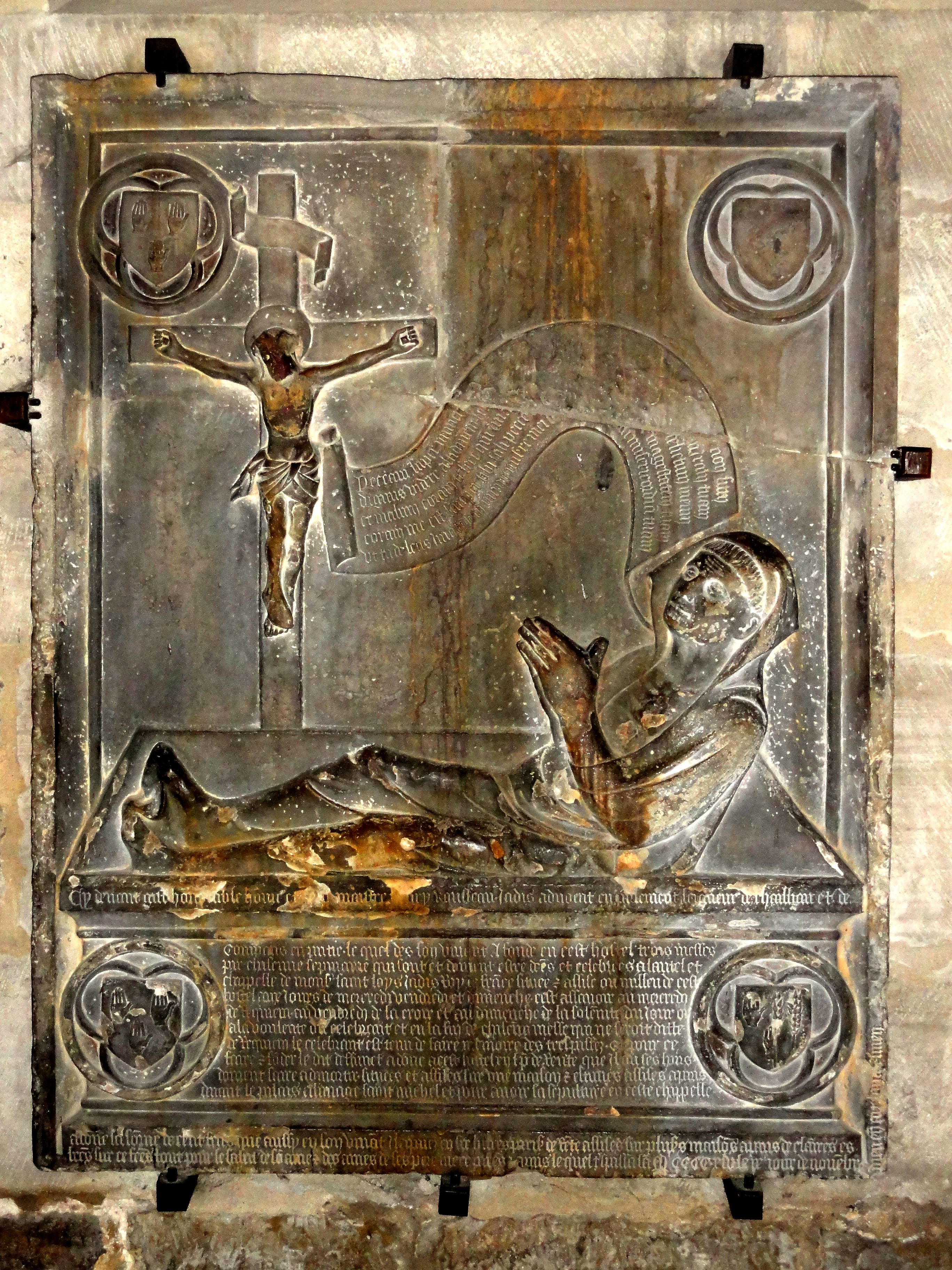
Lastra tombale di Henri Rousseau
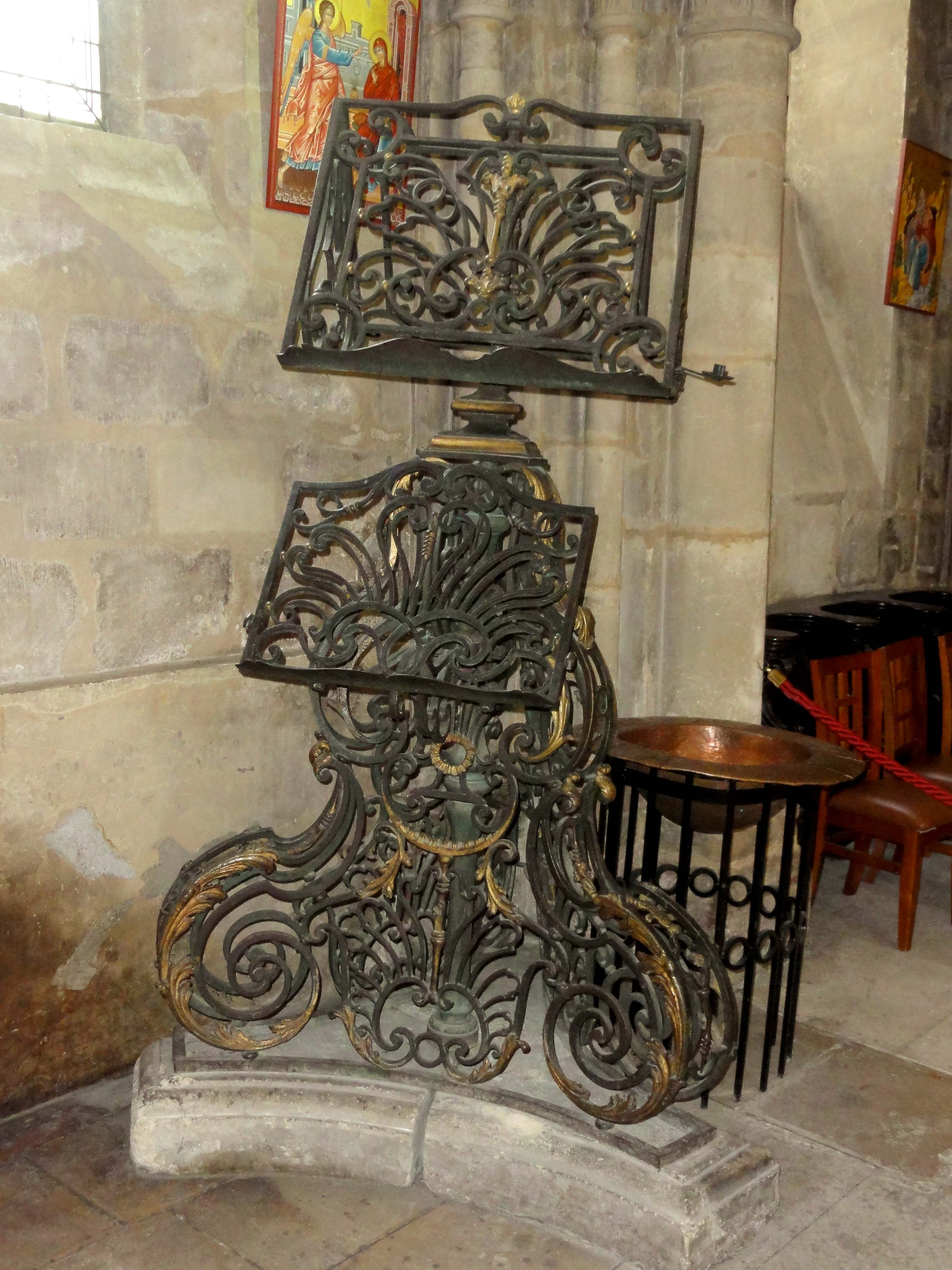
Leggio in ferro battuto